# V, mint Viktória (televíziós sorozat)
A V, mint Viktória (eredeti címe: Victorious) 2010 és 2013 között vetített amerikai szitkom, amelyet Dan Schneider alkotott. A főbb szerepekben Victoria Justice, Leon Thomas III, Matt Bennett, Elizabeth Gillies és Ariana Grande látható.
A sorozatot Amerikában a Nickelodeon mutatta be 2010. március 27-én, míg Magyarországon 2010. december 4-én szintén a Nickelodeon mutatta be.
A sorozat a fiatal, feltörekvő énekes Tori Vega életét követi. Tori Vega a Hollywood Arts előadó-művészeti középiskolába kerül, és ezután napi rendszerességgel szokatlan, ám vicces helyzetekkel és problémákkal szembesül.

## Cselekmény
Tori Vega (Victoria Justice) felvételt nyer egy művészeti iskolába. Az iskola azonban nem mindennapi, elit művészeti iskola, a Hollywood Arts. Tori megpróbálja venni az akadályokat, amelyek elé gördülnek az új helyen, ám ez nem megy olyan könnyen, ugyanis a lány nap, mint nap érdekes helyzetekbe kerül. (Mert van mikor leöntik kávéval, vagy azzal vádolják, hogy megütötte Jade-et (Elizabeth Gillies), esetleg besminkelik cementes krémmel).

## Szereplők
| Színész / Hang    | Szerepe          | Magyar hangja      | Leírás |
| ----------------- | ---------------- | ------------------ | --- |
| Victoria Justice  | Tori Vega        | Czető Zsanett      | Fellép a Hollywood Arts iskola zenei estélyén nővére helyett és sikeres fellépésének köszönhetően helyet nyer a középiskolába ahol új barátokat illetve ellenségeket szerez. Másrészt az iskola lehetőséget ad számára, hogy gyakorolhassa az éneklést és a színészetet is. Nővére, Trina volt a család sztárja a Vega famíliában. Amikor Tori felfedezi a benne rejlő tehetséget, élete olyan irányba sodorja őt amelyről soha nem is álmodott volna. Tori mindig is a Sherwoodi Középiskolában szeretett volna továbbtanulni. |
| Leon Thomas III   | Andre Harris     | Baráth István      | Egy tehetségekkel megáldott fiú, aki minden hangszeren tud játszani, de általában csak a billentyűkön szokott. Hirtelen Tori legjobb barátjává válik amikor találkoznak a suli fő estjén. 16 éves. Szeret a barátainak játszani. Andre az a srác akihez Tori és minden barátja bármikor fordulhat hozzá tanácsért. Nagyon segítőkész és hisz Toriban. Minden számot, amit a sorozatban Tori elénekel Andre ír, és miközben Tori előadja a zeneszámokat, láthatjuk Andret a billentyűkön játszani.                               |
| Matt Bennett      | Robbie Shapiro   | Szente Vajk        | Egy fiú a Hollywood Arts-ban. Tehetsége az, hogy hasbeszélő, ezért állandóan együtt van a bábujával Rex-szel, akit ő valódinak képzel. A lányok ezért nem törődnek vele, nyápicnak tartják. Tori is a kezdeteknél furcsának tartotta, de később megbarátkozott vele. |
| Ariana Grande     | Cat Valentine    | Bogdányi Titanilla | Egy tehetséges lány. Tori, Jade, Robbie, André és Beck barátja annak ellenére, hogy sokszor vét hibát, okoz galibát nekik. Cat nagyon találékony, viszont esze az nem sok van. |
| Elizabeth Gillies | Jade West        | Földes Eszter      | Beck barátnője a Hollywood Arts-ban. Jade nagyon rossz természetű és ki nem állhatja Torit, ezért folyton csípős megjegyzéseket tesz rá. Valójában egy érzékeny lány, az egyik részben Tori segítségét kéri, hogy visszaszerezhesse Becket. A 3. évad ,,A legrosszabb pár" című epizódjában szakítanak, majd a 4. évadban újra összejönnek. |
| Avan Jogia        | Beck Oliver      | Szvetlov Balázs    | Jade fiúja a Hollywood Arts-ban. Könnyen barátkozó, nyitott és őszinte. Legjobb barátja Andre. |
| Daniella Monet    | Trina Vega       | Csuha Borbála      | Tori idegesítő, nagyképű nővére. Mindig a középpontban akar lenni, ezért nem is szeretik túl sokan. Amit kiszemel magának, azért harcol. Tori-val sokat veszekednek, de ettől függetlenül szeretik egymást és számíthatnak egymásra. Egy részben kiderül hogy Sikowitz juttatta be a művészgimibe, miután egy lejárt kókusztej miatt Trina borzalmas felvételi próbája lenyűgözte. |
| Michael Eric Reid | Sinjin Van Cleef | Gacsal Ádám        | Sinjin a tipikus lúzer a sorozatban. Nagyjából olyan, mint Robbie, kivéve hogy még gusztustalan is. Értelmetlen, idióta viselkedése látszólag fel sem tűnik neki, pedig valójában nem vesz tudomást mások véleményéről. |
| Eric Lange        | Erwin Sikowitz   | Anger Zsolt        | Az iskola fura színjátszás oktató tanára. Ismertetőjele hogy közösségben is pizsamát hord, bármilyen lábbeli nélkül, viselkedési szokásait pedig a színészkedéshez kapcsolódó kreatív gondolkodásmóddal magyarázza. Megszállottja a kókusztejnek, amitől látomásai vannak, egy romlott kókusz okozta hallucináció közben vette fel Trinát is az iskolába. |
| Lane Napper       | Lane Alexander   | Fesztbaum Béla     | Nevelési tanácsadó. Mániákusan használ testápolókat, mindig van nála. Legtöbbször akkor bukkan fel, amikor valamilyen büntetést kell adnia a diákoknak. |

## Epizódok
| Évad | Évad | Epizódok | Eredeti sugárzás     | Eredeti sugárzás   | Magyar sugárzás a -on | Magyar sugárzás a -on | Magyar sugárzás a -en | Magyar sugárzás a -en |
| Évad | Évad | Epizódok | Évadpremier          | Évadfinálé         | Évadpremier           | Évadfinálé            | Évadpremier           | Évadfinálé            |
| ---- | ---- | -------- | -------------------- | ------------------ | --------------------- | --------------------- | --------------------- | --------------------- |
|      | 1    | 20       | 2010. március 27.    | 2011. március 26.  | 2010. december 4.     | 2011. szeptember 30.  | 2021. január 12.      | 2022. április 25.     |
|      | 2    | 14       | 2011. április 2.     | 2011. december 26. | 2012. január 20.      | 2012. december 25.    | 2021. január 12.      | 2021. december 25.    |
|      | 3    | 13       | 2012. január 28.     | 2012. június 30.   | 2012. október 7.      | 2013. június 13.      | 2021. január 12.      | 2021. április 21.     |
|      | 4    | 13       | 2012. szeptember 22. | 2013. február 2.   | 2013. június 12.      | 2013. november 30.    | 2021. január 12.      | 2021. február 12.     |

## Fordítás
- Ez a szócikk részben vagy egészben  a   Victorious című angol Wikipédia-szócikk ezen változatának fordításán alapul.  Az eredeti cikk szerkesztőit annak laptörténete sorolja fel. Ez a jelzés csupán a megfogalmazás eredetét és a szerzői jogokat jelzi, nem szolgál a cikkben szereplő információk forrásmegjelöléseként.